# Sammakkosaaret (ö i Södra Savolax)
Sammakkosaaret är en ö i Finland. Den ligger i sjön Puula och i sjön Puula och i kommunen Kangasniemi i den ekonomiska regionen  S:t Michel och landskapet Södra Savolax, i den södra delen av landet, 210 km nordost om huvudstaden Helsingfors. Öns area är 9,5 hektar och dess största längd är 0,6 kilometer i sydväst-nordöstlig riktning.